# Freyella remex
Freyella remex är en sjöstjärneart som beskrevs av Percy Sladen 1889. Freyella remex ingår i släktet Freyella och familjen Freyellidae. Inga underarter finns listade i Catalogue of Life.